# La Maison des Amazones
La Maison des Amazones (titre original : Thendara House) est un roman du Cycle de Ténébreuse, écrit par Marion Zimmer Bradley, publié en 1983.